# Richard Warwick
Richard Warwick, eigentlich Richard Carey Winter (* 29. April 1945 in Meopham, Kent; † 16. Dezember 1997 in London), war ein britischer Schauspieler.

## Leben
Warwick war als Film- und Theaterschauspieler im Vereinigten Königreich tätig. Er gab sein Filmdebüt in Franco Zeffirellis Produktion Romeo und Julia (1968) in der kleinen Nebenrolle des Gregory. Eine seiner bekanntesten Rollen spielte er noch im selben Jahr als einer der rebellischen Schüler in Lindsay Andersons If..... Bis 1996 war er in verschiedenen Filmrollen und Fernsehserien (z. B. in Please Sir! 1971) zu sehen. Im Dezember 1997 starb er im Alter von 52 Jahren an den Folgen von AIDS.

## Filmografie (Auswahl)
- 1967–1968: ITV Playhouse (Fernsehserie, 2 Folgen)
- 1968: Romeo und Julia (Romeo and Juliet)
- 1968: If … (If....)
- 1969: Danach (The Bed-Sitting Room)
- 1969: The First Churchills (Miniserie, 4 Folgen)
- 1970: Erste Liebe
- 1970: The Breaking of Bumbo
- 1971: Der letzte Mohikaner (The Last of the Mohicans, Miniserie, 8 Folgen)
- 1971: Nikolaus und Alexandra (Nicholas and Alexandra)
- 1971: Please Sir! (Fernsehserie, 7 Folgen)
- 1972: Alice im Wunderland (Alice’s Adventures in Wonderland)
- 1973: Warship (Fernsehserie, 3 Folgen)
- 1975: Confessions of a Pop Performer
- 1976: Sebastiane
- 1978: Alles Glück dieser Erde (International Velvet)
- 1979: The Tempest – Der Sturm (The Tempest)
- 1981–1984: A Fine Romance (Fernsehserie, 23 Folgen)
- 1982: Ein Draufgänger in New York (My Favorite Year)
- 1983: No Excuses (Fernsehserie, 4 Folgen)
- 1984: Johnny G. – Gangster wider Willen (Johnny Dangerously)
- 1990: Weißer Jäger, schwarzes Herz (White Hunter Black Heart)
- 1990: Hamlet
- 1991: The Lost Language of Cranes
- 1996: Jane Eyre